# Parafia Świętej Trójcy w Warszawie (Solec)
Parafia Świętej Trójcy w Warszawie – parafia rzymskokatolicka należąca do dekanatu śródmiejskiego, archidiecezji warszawskiej, metropolii warszawskiej Kościoła katolickiego, w Warszawie. Obsługiwana przez karmelitów bosych.

## Historia
Parafia została erygowana w XIII wieku.

### Kościół parafialny
Kościół wybudowany w XVIII wieku, został odbudowany po zniszczeniach wojennych.